# Evciler, Çayıralan
Evciler là một thị trấn thuộc huyện Çayıralan, tỉnh Yozgat, Thổ Nhĩ Kỳ. Dân số thời điểm năm 2010 là 1.121 người.